# 부티크 오피스텔
부티크 오피스텔(영어: Boutique Officetel, Dancing Dragon)은 대한민국 서울특별시 용산구 이촌동 용산국제업무지구에 들어설 건물이었다. 오피스텔과 A동, B동으로 구성될 예정이며 사업 좌초로 이 건물도 취소됐다. 2000년대에 추진했던 부티크 오피스텔이다. 2011년 이후 계획하다가 2013년 3월에 무산되었다.

## 건설 계획
부티크 오피스텔의 건설은 아드리안 스미스가 최초로 언급되었다. 당시 회의의 의장이었던 아드리안 스미스는 "한옥의 처마를 형상화한 여러 빌딩이 건물 중심부를 둘러싸는 모습이다. 벽면은 대나무마디와 용(龍)의 비늘을 연상하도록 했다."라고 주장하며  그의 제안은 본격적으로 부티크 오피스텔의 건설에 반영되었다.

## 특징
제2랜드마크며, 오피스텔 A동 75층에 수영장이 개설될 예정이었다.

## 같이 보기
- 용산국제업무지구
- 트리플 원
- 대한민국의 마천루 목록
- 아시아의 마천루 목록
- 서울특별시의 마천루 목록